# Escuela de Artesanos de Valencia

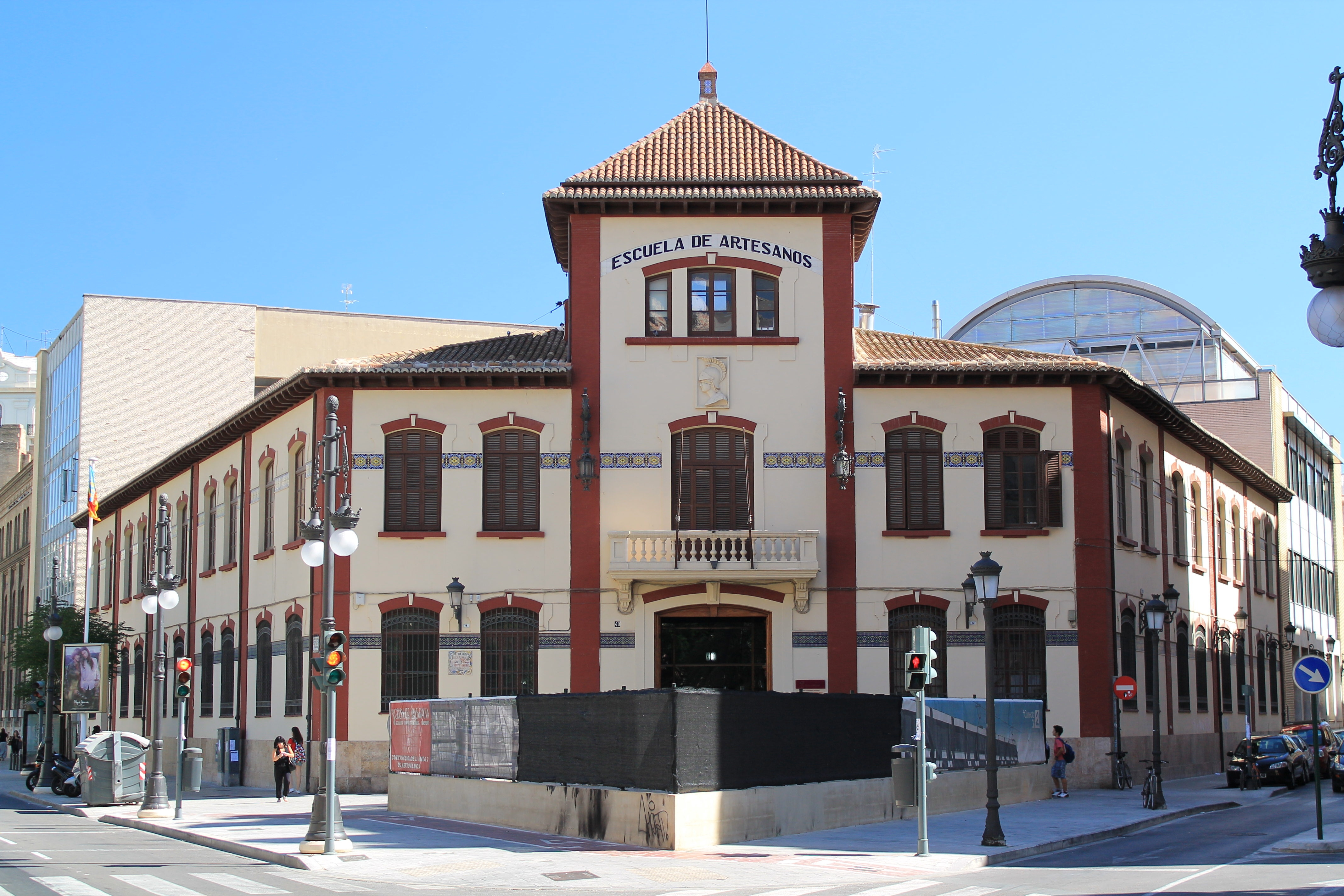
Escuelas de Artesanos de Valencia

Las Escuelas de Artesanos de Valencia son un centro privado concertado ubicado en Valencia, España.

## Historia
Las Escuelas de Artesanos de Valencia se crearon por Decreto de II de Octubre de 1868, dictado por la Junta Superior Revolucionaria de la Provincia de Valencia Comenzaron sus clases el 13 de marzo de 1869 en el domicilio de Daniel Balaciart donde, con el apoyo de personalidades valencianas, se puso en marcha esta escuela innovadora. La iniciativa partió de un grupo de ciudadanos con el objetivo de "fomentar gratuitamente la enseñanza práctica de las Artes y Oficios, y la instrucción moral e intelectual entre las clases obreras, a fin de que alcancen éstas el mayor grado posible de perfeccionamiento y educación en beneficio de su bienestar, por lo que ha venido ostentando el lema de moralizar instruyendo".
Las Escuelas de Artesanos de Valencia han sido una institución pionera de la Formación Profesional en España, en la que han cursado enseñanzas miles de alumnos a lo largo del siglo y medio de vida por la que han pasado artistas destacando como Joaquín Sorolla, José Segrelles, Cecilio Plá, Enrique García Carrilero, los hermanos Benedito, Santiago de Les, Joaquín Camps, Amadeo Roca, entre muchos otros.

## Distinciones
A lo largo de su existencia, las Escuelas de Artesanos han recibido numerosas distinciones de las que destacan:
- Medalla de plata de la Exposición Universal de París del año 1878.
- Medalla de oro colectiva de la Ciudad de Valencia, concedida al cumplirse los cien años de su fundación.
- Medalla de oro colectiva al Mérito en el Trabajo.
- Premio del Excmo. Ayuntamiento de Valencia y del Consejo Mundial para la Formación Profesional al mejor centro de Formación Profesional en el año 1998.
- Premio de la Generalitat Valenciana y el Consejo de Cámaras de Comercio de la Comunidad Valenciana del año 2000.
- Premio al Mérito Cultural a Escuelas de Artesanos F.C.V  por parte de la Generalitat Valenciana el 9 de octubre de 2019.[5]